# John Ruocco

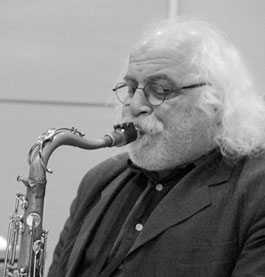
John Ruocco
Foto Hreinn Gudlaugsson

John Ruocco (* 18. September 1952 in New Haven, Connecticut; † 21. Mai 2025 in Den Haag, Niederlande) war ein US-amerikanischer Jazz-Klarinettist und -Saxophonist.
Ruocco lebte und arbeitete in den Niederlanden, wo er u. a. mit Charles Loos, Bert Joris, Peter Hertmans, Richard Rousselet, Michel Herr und Myriam Alter arbeitete und als Gast des Frank Vaganée Trio und der Gruppe Baseline auftrat. Er war Mitglied des Philippe Aerts Trio und des Ruocco/Rassinfosse/Simtaine Trio; außerdem war er lange Zeit Mitglied in Peter Herbolzheimers Rhythm Combination & Brass. Ruocco lehrte am Koninklijk Conservatorium Brussel und am Koninklijk Conservatorium Den Haag; außerdem unterrichtete er von 1981 bis 1989 am Jazzstudio Antwerpen sowie 1980 bis 2003 an der Summer Jazz School in Belgien Saxophon und Ensemblespiel. 1983 unternahm er im Auftrag des Belgischen Kultusministeriums eine Tournee durch Zaire. Im Bereich des Jazz war er laut Tom Lord zwischen 1977 und 2014 an 88 Aufnahmesessions beteiligt, zuletzt mit Dave Liebman.

## Diskographie
- Soon Spring
- 20 Jahre Peter Herbolzheimer
- Latin Groove, mit Peter Herbolzheimer
- Big Band BeBop, mit Peter Herbolzheimer
- More BeBop, mit Peter Herbolzheimer
- Music for Swinging Dancers, Vols. 1-4, mit Peter Herbolzheimer
- Extremes, mit der Act Big Band
- Act Big Band, mit Félix Simtaine
- Quelque Part, mit Charles Loos
- No, Maybe... !, mit Richard Rousselet
- Real Love, mit Christine Schaller
- Baseline Returns, mit Hein van de Geyn
- Cat Walk, mit dem Philippe Aerts Trio
- Waiting, mit Peter Hertmans
- Trios, mit Frank Vaganée

## Weblink
- John Ruocco. In: jazzmasters.nl 2025 (englisch)